# Васкес, Мартин (футбольный судья)
Мартин Васкес (исп. Martín Emilio Vázquez Broquetas; род. 14 января 1969, Монтевидео) — уругвайский футбольный арбитр. В свободное от судейства время работает служащим. Владеет испанским, португальским и английским языками. Арбитр ФИФА, судит международные матчи с 2001 года. Один из арбитров розыгрыша финальной стадии чемпионата мира 2010 в ЮАР. Попал в список арбитров обслуживающих ЧМ-2010 после того, как Карлос Амарилья из Парагвая не смог сдать квалификационный тест. В среднем за игру показывает 5,84 жёлтой (максимальный показатель среди судей ЧМ) и 0,85 красной карточек, рекорд — 11 желтых и три красных (Данные на июль 2010 года).